# Marzio Innocenti
Marzio Innocenti (Livorno, 4 settembre 1958) è un ex rugbista a 15, allenatore di rugby a 15, dirigente sportivo e medico italiano, presidente della Federazione Italiana Rugby dal 2021 al 15/09/2024.

## Biografia
Cresciuto nel Livorno, squadra della sua città d'origine, ma padovano di elezione sportiva, ha trascorso gran parte della sua carriera nelle file del Petrarca che dominò la scena italiana negli anni ottanta: con il club veneto Innocenti ha conquistato quattro titoli di Campione d'Italia, l'ultimo nei quali, nel 1986-87, da capitano.
In Nazionale ha esordito nel 1981 nel test-match di Coppa FIRA contro la Germania Ovest a Rovigo; terza linea di sostanza, ha disputato tutti i tornei continentali fino al 1986 ed è stato capitano della Nazionale in occasione della prima Coppa del Mondo in Australia e Nuova Zelanda, scendendo in tutti e tre gli incontri disputati dall'Italia. Ha concluso la propria carriera internazionale il 3 dicembre 1988 a Roma contro, l'Australia.
Laureatosi in medicina nel 1985 all'università di Padova e successivamente specializzatosi in otorinolaringoiatria, esercita oggi la professione a Vicenza. Conclusa la carriera agonistica, è stato dapprima allenatore, poi direttore sportivo e medico sociale del CUS Padova; nello stesso periodo ha assistito il C.T. Georges Coste alla guida della Nazionale italiana. 
Eletto consigliere della Federazione Italiana Rugby nel 2000 e confermato nelle elezioni del 2004 dopo essersi candidato alla presidenza in opposizione a  Giancarlo Dondi, successivamente ha guidato il Valsugana di Padova in Serie C, incarico mantenuto fino al 2007 con la promozione in serie B.
Nel 2008 fu alla guida del Riviera di Mira, condotta alla promozione in serie A, per poi passare nella stagione successiva al Veneziamestre, sua prima panchina in massima divisione, tenuta fino al 2011.
Eletto nel gennaio 2013 presidente del Comitato Regionale Veneto della F.I.R., si candidò per una seconda volta alla presidenza federale nel 2016, proponendosi quale alternativa al presidente in carica Alfredo Gavazzi con una propria lista, Pronti al cambiamento.
Dopo aver raccolto il 46% delle preferenze nel 2016, si presentò nuovamente a marzo 2021 e raccolse il 56% dei voti dell'assemblea federale, divenendo così il ventunesimo presidente federale.

## Palmarès
- Campionati italiani: 4
Petrarca: 1983-84, 1984-85, 1985-86, 1986-87